# Emil Frend Öfors
Emil Frend Öfors (Estocolmo, 13 de septiembre de 1994) es un jugador de balonmano sueco que juega de extremo izquierdo en el IFK Kristianstad. Es internacional con la selección de balonmano de Suecia.
Su primer gran campeonato con la selección fue el Campeonato Mundial de Balonmano Masculino de 2017.

## Palmarés

### Kristianstad
- Liga sueca de balonmano masculino (1): 2023

## Clubes
- Alingsås HK ( -2017)
- THW Kiel (2017-2018)[3]
- HSG Wetzlar (2018-2020)
- IFK Kristianstad (2020- )